# Chlorophorus varius
Chlorophorus varius là một loài bọ cánh cứng trong họ Cerambycidae.

## Hình ảnh

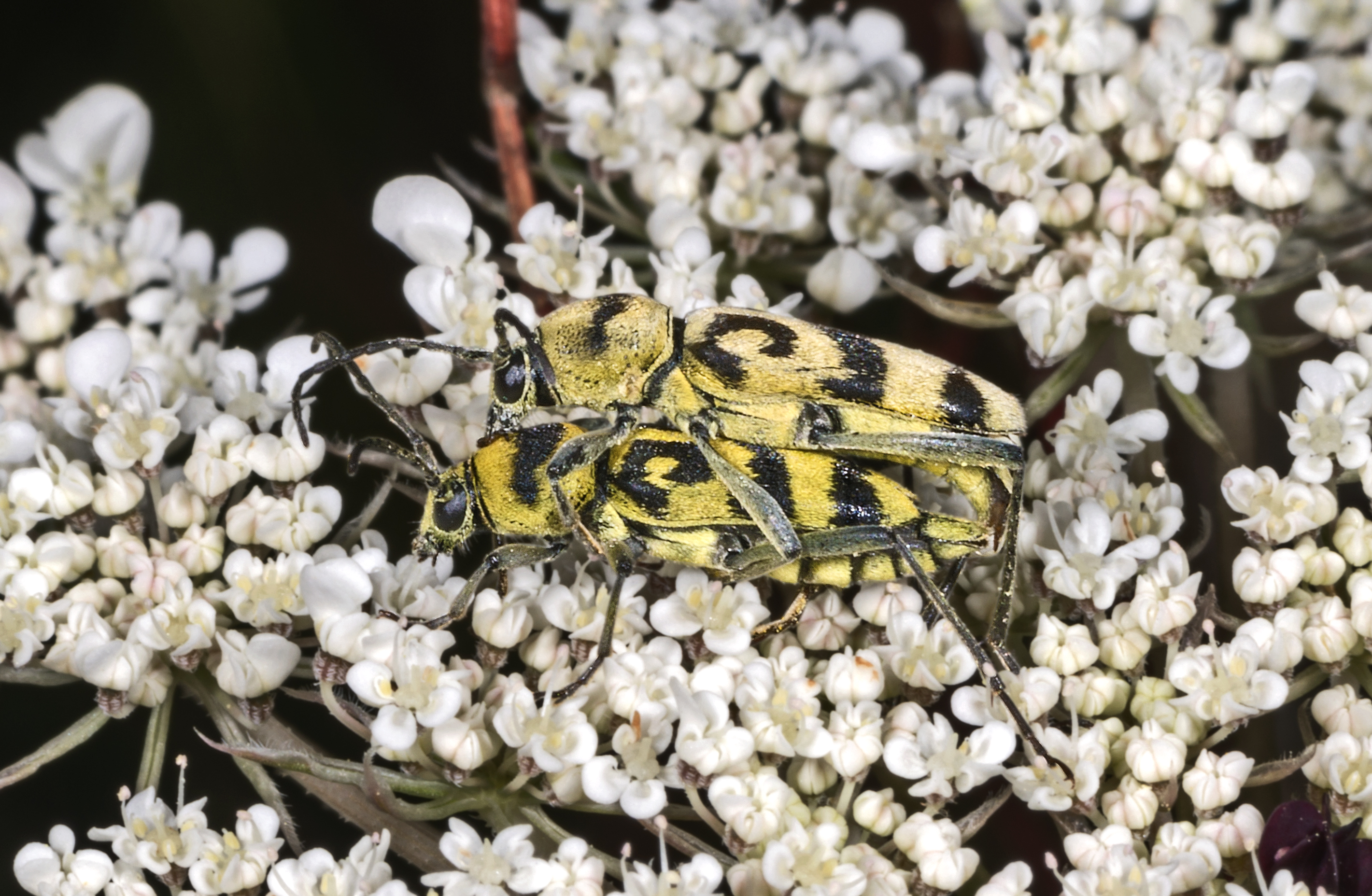
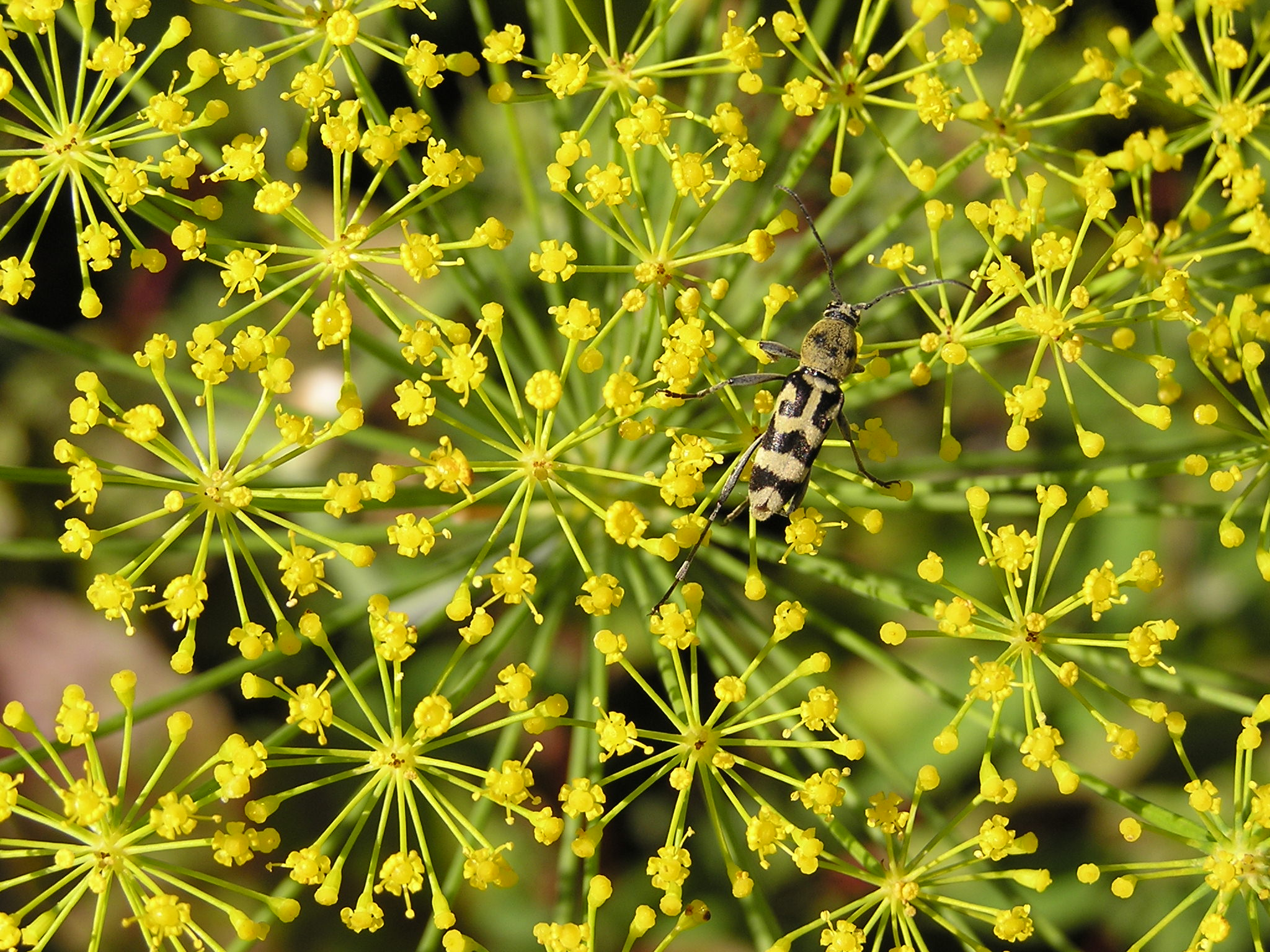
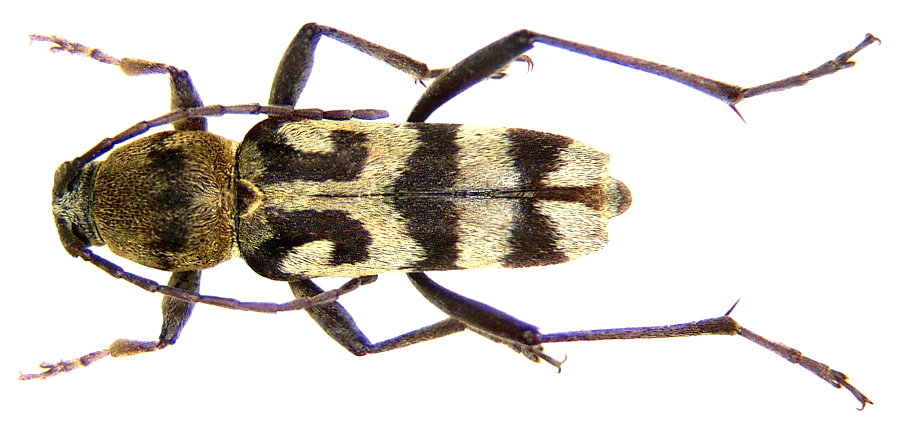
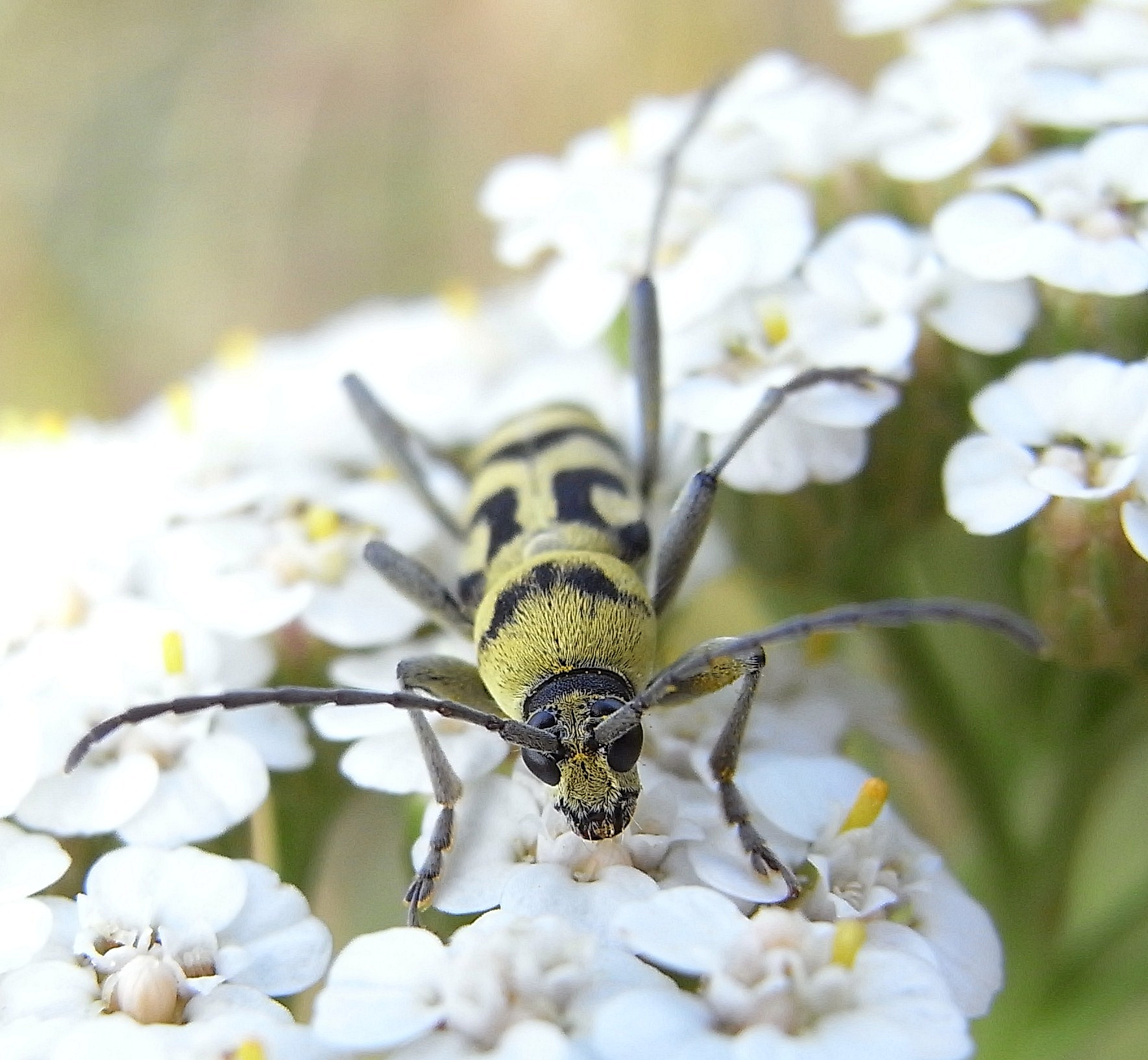